# Bryodes
Bryodes é um género botânico pertencente à família Plantaginaceae. Tradicionalmente este gênero era classificado na família das Scrophulariaceae.

## Espécies
- Bryodes madagascariensis
- Bryodes micrantha
- Bryodes minutissima
- Bryodes perrieri